# Claes Fredrik Horn af Åminne (1791–1865)
Claes Fredrik Horn af Åminne, född 12 mars 1791, död 8 april 1865, var en svensk greve, ämbetsman och politiker.

## Biografi
Claes Fredrik Horn af Åminne var son till Clas Fredrik Horn af Åminne och Maria Wilhelmina Linnerhielm.
Horn gjorde först karriär inom det militära men tog avsked 1822. Från 1817 uppträdde han i riddarhuset, där han stod Carl Henrik Anckarsvärd och riddarhusliberalerna nära till de oroliga åren 1838 och 1839, då han gav uttryck för sina farhågor för den politiska radikalismen. Trots detta insattes han vid riksdagen 1840 av de segrande liberalerna som ordförande i Statsutskottet och Hemliga utskottet. Upprepade sammanstötningar mellan den obehärskade och lättretade Horn och främst professor Johan Henrik Thomander vidgade klyftan mellan Horn och liberalerna. Av regeringen belönades Horn med ordförandeskapet i Riksbanken 1840–1845 och landshövding i Stockholms län 1843. Han dömdes dock 1849 som skyldig i en process rörande egenmäktigt förfarande med vissa statsmedel och entledigades från landshövdingeämbetet samma år. En fragmentarisk självbiografi av Claes Fredrik Horn, Minnen ur min lefnad trycktes i Historisk tidskrift 1892.